# Castell’Arquato
Castell’Arquato ist eine norditalienische Gemeinde mit 4664 Einwohnern (Stand 31. Dezember 2023) in der Provinz Piacenza in der Emilia-Romagna und ist Mitglied der Vereinigung I borghi più belli d’Italia (Die schönsten Orte Italiens). Die Gemeinde liegt etwa 26 Kilometer südöstlich von Piacenza am Arda.
Die Nachbargemeinden sind Alseno, Carpaneto Piacentino, Fiorenzuola d’Arda, Lugagnano Val d’Arda und Vernasca.

## Geschichte

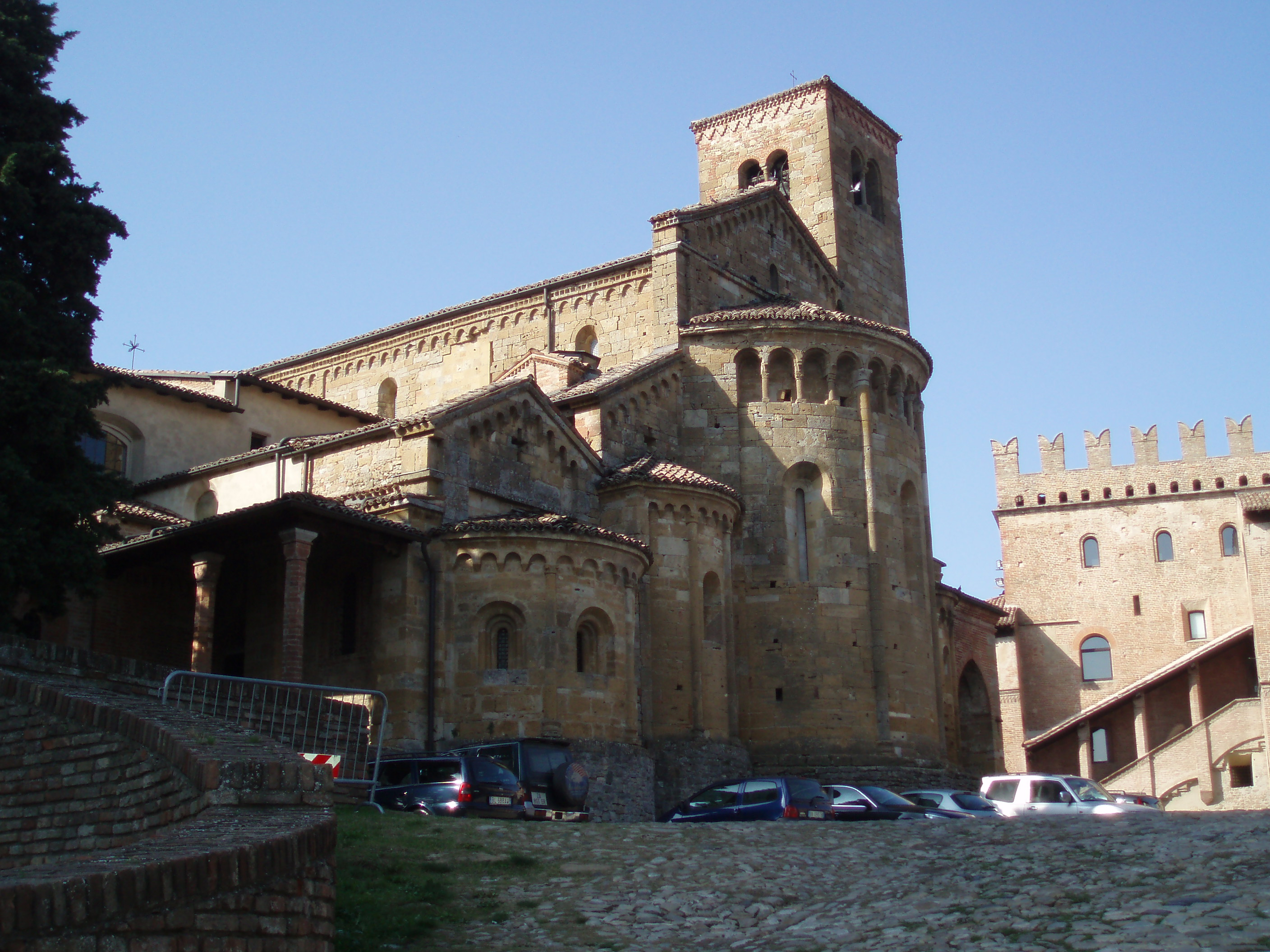
Castell’Arquato

Ohne Namensnennung taucht der Ort erstmals im 8. Jahrhundert auf. Die namentliche Nennung erfolgt dann in einer Urkunde aus dem August 1220. Bekanntheit gewinnt die Gemeinde auch durch das Castel Visconti, das von 1416 bis 1470 durch die Familie Visconti genutzt wird. Es folgten die Sforza.